# Mitaka Pro
Mitaka Pro（ミタカプロ）とは、Mitaka Plusに更なる機能拡張を行った有償版の仮想宇宙空間シミュレーションソフトウェアである。元・国立天文台4次元デジタル宇宙プロジェクトに所属していた高幣俊之（現・独立行政法人理化学研究所所属）が、個人として開発・サポートを行っている。大型シアターやドームシアターでの利用に対応した高解像度の映像をレンダリングできる他、複数台のパソコン上で同期動作させるなどの機能が追加されている。